# Trzy królestwa: Wskrzeszenie smoka
Trzy królestwa: Wskrzeszenie smoka (三國之見龍卸甲) – film kostiumowy z 2008 roku zrealizowany w Chińskiej Republice Ludowej w koprodukcji z Koreą Południową i Hongkongiem. Reżyserem i zarazem scenografem filmu był Daniel Lee, który wspólnie z Ho Leungiem Lauem napisał także scenariusz. Nie należy mylić tego obrazu z Trzema królestwami Johna Woo, które zostały wyprodukowane w Chinach w tym samym roku. Podobne tytuły obu filmów wynikają z tego, iż ich akcja rozgrywa się w tej samej epoce w dziejach Chin. Obie produkcje nie są jednak w jakikolwiek sposób powiązane ze sobą.
Film został zrealizowany w języku mandaryńskim. Dzięki temu mógł być pokazywany na większości obszaru Chin bez dodatkowo opracowanej lokalnej wersji językowej.

## Fabuła
Akcja filmu trwa ponad 30 lat i jest osadzona w Epoce Trzech Królestw, czyli okresie w historii Chin przypadającym na III wiek, gdy kraj podzielony był między trzy rywalizujące ze sobą monarchie, z których każda chciała zjednoczyć go pod własnym berłem. Głównym bohaterem jest Zhao Zilong, który zaczyna służbę w armii Shu Han jako prosty żołnierz z prowincji, lecz dzięki swemu bohaterstwu, waleczności i odwadze z czasem staje się słynnym generałem. Wciąż nie jest jednak w stanie osiągnąć nadrzędnego celu swojej służby, za jaki stawiał sobie pomoc swemu władcy w zjednoczeniu Chin.
Opowiedziana w filmie historia jest luźno oparta na Kronikach Trzech Królestw autorstwa Chen Shoua, uznawanych w chińskiej historiografii za najbardziej autorytatywny tekst źródłowy z tej epoki, a bardziej bezpośrednio na napisanej w XIV wieku Opowieści o Trzech Królestwach Luo Guanzhonga. Dokonano jednak twórczego przetworzenia materiału historycznego. Dodano wiele postaci fikcyjnych, na czele z Cao Ying, będącą główną oponentką bohatera w drugiej połowie filmu. Sam Zhao Zilong wzorowany jest na legendarnym generale Zhao Yunie.

## Obsada
- Andy Lau jako Zhao Zilong
- Sammo Hung jako Luo Ping’an
- Maggie Q jako Cao Ying